# Tlaltepingo, San Luis Potosí
Tlaltepingo är en ort i Mexiko.   Den ligger i kommunen San Martín Chalchicuautla och delstaten San Luis Potosí, i den sydöstra delen av landet, 220 km norr om huvudstaden Mexico City. Tlaltepingo ligger 367 meter över havet och antalet invånare är 106.
Terrängen runt Tlaltepingo är kuperad västerut, men österut är den platt. Tlaltepingo ligger uppe på en höjd. Runt Tlaltepingo är det ganska tätbefolkat, med 80 invånare per kvadratkilometer. Närmaste större samhälle är Tamazunchale, 18,3 km sydväst om Tlaltepingo. I omgivningarna runt Tlaltepingo växer huvudsakligen savannskog.